# British Trust for Ornithology
Il British Trust for Ornithology (BTO) è un'organizzazione britannica fondata nel 1932 per la ricerca sugli uccelli.
Il BTO è stato istituito sotto l'ispirazione e lo sviluppo di un programma di ricerca chiamato Oxford Bird Census, lanciato nel 1927. Il primo donatore era Max Nicholson, il primo segretario era Bernard Tucker e il vicepresidente era Henry Witherby. L'organizzazione ha assunto il nome nel maggio 1933 e la prima petizione per le donazioni è stata pubblicata sul The Times il 1º luglio 1933.
Il BTO è responsabile della ricerca sugli uccelli e si concentra sulla ricerca sulla popolazione e sugli uccelli nidificanti, nonché sull'inanellamento, il cui materiale viene raccolto da un gran numero di volontari. Ad esempio, il sondaggio Garden BirdWatch si basa sul conteggio settimanale degli uccelli da parte di persone comuni nel proprio giardino. In Finlandia, BirdLife Finland organizza calcoli simili, ad esempio, per il birdwatching invernale dell'evento Pihabongaus.
Le pubblicazioni BTO includono:
- Bird Study  - una rivista scientifica dal 1953.
- BTO News - un notiziario per tutti i membri.
- Bird Table  - per i partecipanti al progetto Garden BirdWatch.
- Ringing & Migration - una rivista del BTO Ring Team.
- WeBS News  - un notiziario per i partecipanti al Wetland Bird Survey.

Nel 1967, il BTO ha avviato l’Atlas of Breeding Birds in Britain and Ireland, i cui risultati sono stati pubblicati nel 1976. In Finlandia, la Federazione delle società ornitologiche (LYL, ora BirdLife Finland) ha avviato l'Atlas Bird nel 1974, ispirandosi all'Atlante britannico. I risultati del Second Bird Atlas sono stati pubblicati nel 1993 (The New Atlas), e un Bird Atlas 2007-2011 è attualmente in corso in Gran Bretagna, così come in Finlandia, per studiare gli uccelli nidificanti e svernanti delle isole britanniche.
Nel 1938, il BTO donò fondi per fondare un nuovo Edward Gray Institute of Field Ornithology. Nel 1947, l'istituto fu incorporato nella nuova organizzazione di ricerca sul campo per la zoologia presso l'Università di Oxford. Nel dicembre 1962, BTO acquisì il grande edificio vittoriano Beech Grove a Tring, Hertfordshire, a cui furono trasferite le sedi dell'organizzazione da Oxford e le operazioni di inanellamento dal British Museum. Nell'aprile 1991, BTO si trasferì in una fattoria donata chiamata The Nunnery a Thetford, Norfolk. Sul sito è presente un monastero di monache benedettine, di cui sono rimaste strutture. All'inizio degli anni 2000 è stata istituita una nuova libreria dedicata alla memoria di Chris Mead. Il professor Jeremy Greenwood è stato direttore di The Nunnery dal 1988 al 2007. L'attuale direttore è il dottor Andy Clements.